# Stade Geoffroy-Guichard
Stade Geoffroy-Guichard is een stadion in Saint-Étienne. Het wordt vooral gebruikt voor de thuiswedstrijden voor de plaatselijke voetbalclub AS Saint-Étienne. Het stadion is gebouwd in 1931 en heeft na een aantal renovaties een capaciteit van 35.616 toeschouwers.
Het stadion is ook gebruikt voor een aantal internationale voetbaltoernoernooien, namelijk het Europees kampioenschap voetbal 1984, wereldkampioenschap voetbal 1998 en de Confederations Cup in 2003.
Naast voetbal wordt het stadion ook gebruikt voor rugby. Er zijn drie wedstrijden tijdens het wereldkampioenschap rugby 2007 gespeeld in Stade Geoffroy-Guichard.
Het stadion is genoemd naar Geoffroy Guichard, oprichter in 1898 in Saint-Étienne van de supermarktketen Casino en eigenaar van de gronden waarop het stadion gebouwd werd. Het stadion heeft de bijnamen le chaudron (de ketel) en l'enfer vert (de groene hel). Deze bijnamen stammen uit de hoogtijdagen van AS Saint-Étienne, die in groene shirtjes spelen. In de jaren 60 en 70 kwamen veel toeschouwers naar het stadion die veel lawaai maakten. Het meeste aantal bezoekers was op 11 mei 1985 toen 47.747 toeschouwers in het stadion waren.

## Interlands
| №  | Datum        | Wedstrijd             | Uitslag          | Competitie             | Toeschouwers |
| -- | ------------ | --------------------- | ---------------- | ---------------------- | ------------ |
| 1  | 12 juni 1998 | Joegoslavië – Iran    | 1 – 0            | WK 1998 Groepsfase (F) | 30.392       |
| 2  | 17 juni 1998 | Chili – Oostenrijk    | 1 – 1            | WK 1998 Groepsfase (B) | 30.600       |
| 3  | 19 juni 1998 | Spanje – Paraguay     | 0 – 0            | WK 1998 Groepsfase (D) | 30.600       |
| 4  | 23 juni 1998 | Schotland – Marokko   | 0 – 3            | WK 1998 Groepsfase (A) | 30.600       |
| 5  | 25 juni 1998 | Nederland – Mexico    | 2 – 2            | WK 1998 Groepsfase (E) | 30.600       |
| 6  | 30 juni 1998 | Argentinië – Engeland | 2 – 2 (p. 4 – 3) | WK 1998 Achtste finale | 30.600       |
| 7  | 14 juni 2016 | Portugal – IJsland    | 1 – 1            | EK 2016 Groepsfase (F) | 38.742       |
| 8  | 17 juni 2016 | Tsjechië – Kroatië    | 2 – 2            | EK 2016 Groepsfase (D) | 38.376       |
| 9  | 20 juni 2016 | Slowakije – Engeland  | 0 – 0            | EK 2016 Groepsfase (B) | 39.051       |
| 10 | 25 juni 2016 | Zwitserland – Polen   | 1 – 1 (p. 4 – 5) | EK 2016 Achtste finale | 38.842       |

Stade de France (Saint-Denis) · Stade Vélodrome (Marseille) · Parc des Princes (Parijs) · Stade Bollaert-Delelis (Lens) · Stade de Gerland (Lyon) · Stadium de Toulouse (Toulouse) · Stade Geoffroy-Guichard (Saint-Étienne) · Parc Lescure (Bordeaux) · Stade de la Mosson (Montpellier) · Stade de la Beaujoire (Nantes)
Stade Raymond-Kopa (Angers) ·
Matmut Atlantique (Bordeaux) ·
Stade Francis-Le Blé (Brest) ·
Stade Gabriel Montpied (Clermont) ·
Stade Bollaert-Delelis (Lens) ·
Stade Pierre-Mauroy (Lille) ·
Stade du Moustoir (Lorient) ·
Parc Olympique Lyonnais (Lyon) ·
Stade Vélodrome (Marseille) ·
Stade Saint-Symphorien (Metz) ·
Stade Louis II (Monaco) ·
Stade de la Mosson (Montpellier) ·
Stade de la Beaujoire (Nantes) ·
Allianz Riviera (Nice) ·
Parc des Princes (PSG) ·
Stade Auguste-Delaune (Reims) · 
Roazhon Park (Rennes) ·
Stade Geoffroy-Guichard (Saint-Étienne) ·
Stade de la Meinau (Strasbourg) ·
Stade de l'Aube (Troyes)
Stade François Coty (Ajaccio) ·
Stade de la Licorne (Amiens) ·
Stade de l'Abbé-Deschamps (Auxerre) ·
Stade Armand Cesari (Bastia) ·
Stade Michel d'Ornano (Caen) ·
Stade Gaston Gérard (Dijon) ·
Stade Marcel-Tribut (Dunkerque) ·
Stade des Alpes (Grenoble) ·
Stade du Roudourou (Guingamp) ·
Stade Océane (Le Havre) ·
Stade Marcel Picot (Nancy) ·
Stade des Costières (Nîmes) ·
Stade René Gaillard (Niort) ·
Stade Charléty (Paris) · 
Nouste Camp (Pau) ·
Stade Paul-Lignon (Rodez) ·
Stade Robert-Diochon (Quevilly-Rouen) ·
Stade Auguste Bonal (Sochaux) ·
Stadium Municipal (Toulouse) · 
Stade du Hainaut (Valenciennes)
Stade de France (Frans nationaal stadion) ·
Parc des Sports d'Avignon (Avignon) ·
Stade Gaston Petit (Châteauroux) ·
Stade Dominique Duvauchelle (Créteil) ·
Parc des Sports d'Annecy (Annecy) ·
Stade Ange Casanova (Gazélec Ajaccio) ·
Stade Francis-Le Basser (Laval) ·
Stade de la Source (Orléans) ·
Stade Bauer (Red Star) ·
Stade Jean-Bouin (Stade français) ·
Stade de la Vallée du Cher (Tours)